# Cronologia da Guerra Civil Líbia (2011)
Esta é uma cronologia dos acontecimentos da Guerra Civil Líbia.
O conflito teve início no dia 15 de fevereiro de 2011, sendo que teve alguns antecedentes.

## Janeiro
16 de janeiro

O curso da guerra
Domínio rebelde em 1.º março
Conflitos entre março e julho
Área tomada pelos rebeldes/novo regime em agosto
Área dominada pelo novo regime em 1.º de outubro
Últimos bolsões de resistência do antigo regime
Principais Campanhas
batalhas

- O governo de Gadafi bloqueia o acesso ao Youtube e outras redes sociais.[1]

19 de janeiro
- Gadafi apoia o presidente da Tunísia deposto no dia 14, Ben Ali.[2]

29 de janeiro
- Apenas dez dias depois, Gadafi emenda o apoio e diz estar com o povo tunisino. Tripoli lança um plano social de 17.520 milhões de euros.[3]

## Fevereiro
9 de fevereiro
- Gadafi adverte contra "os conspiradores" da revolta e assegura que o protesto no Egito foi orquestrados pela al-Jazira e pelos serviços secretos de Israel. O líder líbio adverte que quem promova "o caos" irá "responder por isso".[carece de fontes?]

15 de fevereiro
- Vinte e quatro agentes armados entraram na casa de Fathi Terbil, em Bengasi, e o colocaram sob custódia.[4] A notícia se espalhou e as famílias de algumas das vítimas do Massacre da Prisão de Abu Salim decidiram se manifestar para pedir sua libertação.

16 de fevereiro
- Fathi Terbil é libertado na madrugada do dia 16, mas os protestos continuaram toda a noite, e nos dias seguintes[4].

17 de fevereiro
- A repressão do "dia da fúria" contra o regime deixa pelo menos 20 mortos na Líbia.[5]

18 de fevereiro
Uma fuga em massa de prisioneiros foi registrada pela manhã em uma penitenciária de Bengazi.
19 de fevereiro
- Os mortos na repressão dos protestos ascendem já a 84 pessoas.[7]

A cidade de Aydabiya declarou-se "cidade livre do regime de Gadafi

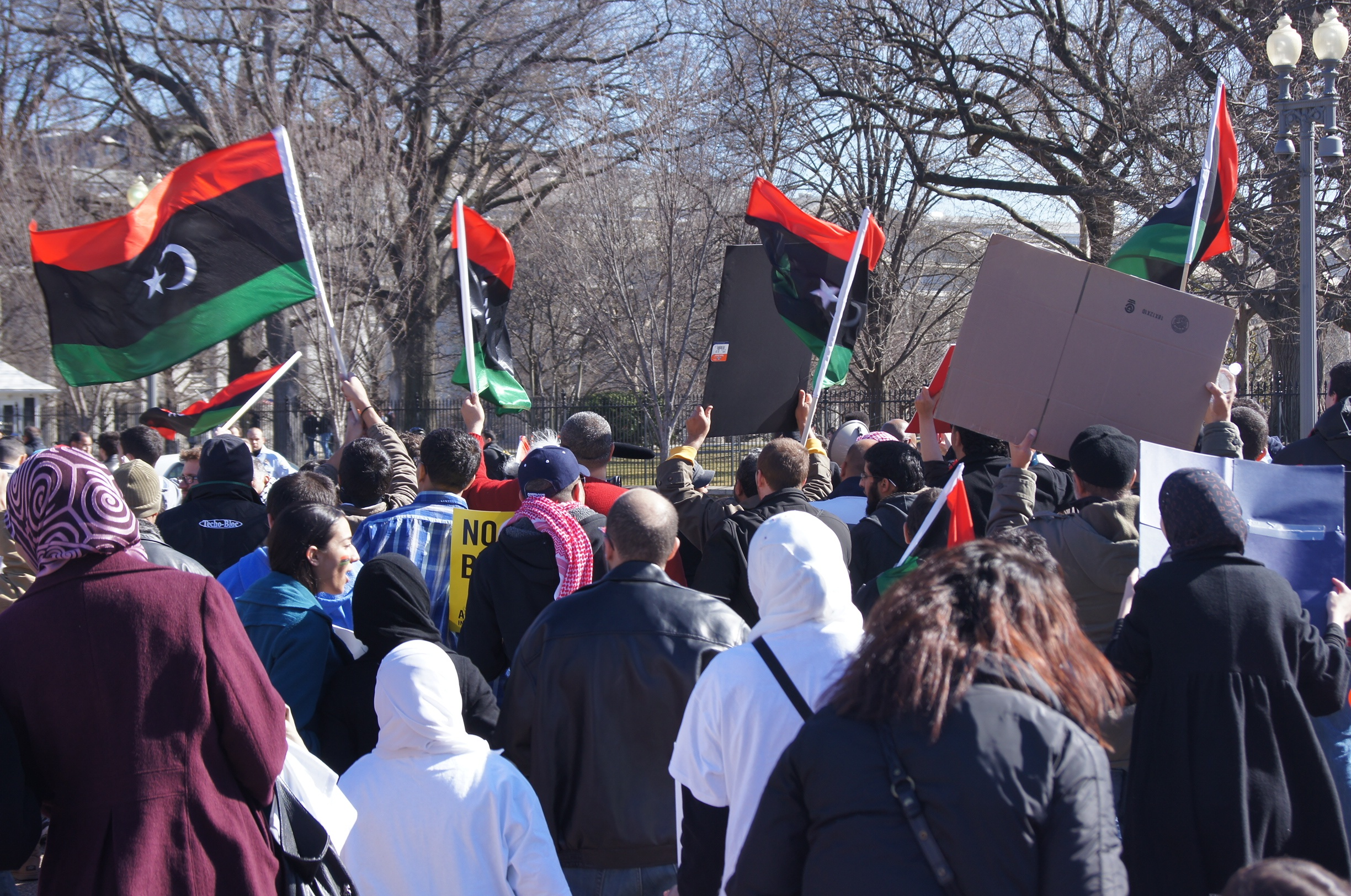
Protestos de oposição do lado de fora da Casa Branca em Washington no dia 19 de fevereiro de 2011

- A Líbia envia unidades militar de elite para restabelecer o controlo, para a cidade de Bengazi[7]. Testemunhos descrevem cenas de caos, como quando franco-atiradores do exército dispararam sobre os manifestantes e estes se defenderam com paus e pedras.
- Alguns veículos blindados foram incendiados nas ruas. O governo da Turquia assegurou que os eventos na Líbia atingiram  proporções alarmantes e que enviará aviões para evacuar os seus cidadãos.
- O serviço de internet foi cortado.
- Os comitês revolucionários ameaçaram os manifestantes oposicionistas com uma resposta “violenta e fulminante”.
- Manifestantes capturaram dois policiais e os enforcaram em Baida, segundo o jornal "Oea", próximo a Ceife Islam, filho de Gadafi.[9].

20 de fevereiro
- Ceife Islam, filho de Muamar Gadafi, disse em entrevista à televisão, que a Líbia está à beira de uma guerra civil e que a violência é resultado de um "complô estrangeiro".
- À noite foram ouvidos intensos disparos em vários bairros de Trípoli.
- Houve combates em Bengazi, Baida e outras cidades no leste da Líbia (Cirenaica), nos quais manifestantes tomaram armas dos militares.
- Na Venezuela foram negados boatos que diziam que Muamar Gadafi teria viajado para aquele país[10].
- O representante permanente da Líbia na Liga Árabe, Abdel Moneim al Honi, demitiu-se do cargo para "se unir à revolução" e protestar contra "a repressão e a violência contra os manifestantes"[11].

21 de fevereiro
- Segundo a organização internacional Human Rights Watch, o número de mortos desde o início dos protestos chega a 233. Em resposta, o filho de Muamar Gadafi, Ceife Islam, afirmou que essa informação é equivocada e que serve apenas para desestabilizar a ordem o país. Ceife Islam diz que, caso a Líbia caia nas mãos separatistas, ela "irá se partir em pequenos emirados, controlados por regimes islâmicos, como existia há 60 ou 70 anos".[12]

O ministro da justiça, Mustafa Mohamed Abud Al Jeleil, também chamado de Jalil, renuncia.
- O preço do petróleo do tipo Brent subiu 1,75%, atingindo US$ 104,57, maior nível desde o início da crise econômica, em 2008[14].
- O embaixador líbio na Índia, Ali al-Issawi, decidiu deixar o cargo em protesto contra o uso de violência por parte do governo e afirmou que mercenários estrangeiros foram mobilizados para atuar contra cidadãos líbios, o embaixador líbio na China também renunciou[15].
- O vice-embaixador da Líbia junto das Nações Unidas, Ibrahim Dabbashi, acusou o líder do país, Muamar Gadafi, de ter declarado guerra ao povo do país, que pede a sua saída do poder[16].
- A sede central do governo líbio (local onde se reúne o Congresso Geral do Povo, ou Parlamento) e o prédio que abriga o Ministério da Justiça em Trípoli foram incendiados[17].
- Surgem rumores de que aviões militares foram empregados para contra manifestantes em Trípoli[18], que foram contestados por Ceife Islam, filho de Muamar Gadafi, que afirma que os aviões militares bombardearam apenas depósitos de armas, longe das zonas urbanas[19].

22 de fevereiro
- Gadafi aparece na TV e diz que não fugiu da Líbia [20].
- Milhares de estrangeiros tentam deixar a Líbia [21].
- Abdul Fatah Yunis, Ministro do Interior, que foi um coronéis que participou do golpe que colocou Gadafi no poder em 1969, renuncia, afirmando que o bombardeamento da população civil foi o que me fez unir à revolução. Nunca imaginei que chegaríamos a disparar contra o nosso povo. A Líbia de Muamar Gadafi desmoronou-se e o regime atraiçoou a revolução.[22].

24 de fevereiro
- Gadafi diz que só deixa o país se estiver morto. Ele diz que os manifestastes fazem parte de grupos terroristas ligados a Bin Laden e a Alcaida.[23]
- O barril do petróleo tipo Brent é negociado em Londres com uma máxima de US$ 119,79 (alta de 8,54%)[24].
- Avião com 114 brasileiros que estavam na Líbia chega à Ilha de Malta[25].
- Venezuela diz que há interesses estrangeiros na crise líbia[26][27].
- Rebeldes controlam os importantes terminais petrolíferos de Brega e Ras Lanufe[28].

26 de fevereiro
- O presidente dos Estados Unidos, Barack Obama, pede para que Muamar Gadafi deixe o poder e afirma também que ele não tem mais condições de governar e que a violência não pode ser usada contra a população.[29]
- A Organização das Nações Unidas se reuniu para tentar acabar com a violência no país. Uma das decisões tomadas pelo Conselho de Segurança impõe que não sejam mais vendidas armas para a Líbia e que Gadafi não possa mais ter acesso aos seus bens, decisão apoiada pelos Estados Unidos.[29]
- É anunciada a formação de um governo oposição.[30] Abdul Nafa Moussa, o general das Forças Armadas da Líbia, pede que o exército se volte contra Kafhafi.[31]
- Governo da Líbia arma civis para combater manifestantes[32].

27 de fevereiro
- Já passa de cem mil o número de pessoas que deixaram a Líbia por causa dos protestos. A Agência de Refugiados da ONU informa que a maioria são imigrantes ilegais que deixaram o país para refugiarem-se em países vizinhos, migrando para outros países africanos ou voltando para seus países de origem.[33][34] Navio com 148 brasileiros consegue chegar à Grécia dois dias após deixar a Líbia.[35] Robert Mugabe, líder no Zimbábue, diz que apoia Gadafi e que pretende ajudá-lo. Enviou tropas para Líbia com essa finalidade. A Inglaterra afirma que Muamar Gadafi poderia fugir para o Zimbábue se não houvesse outra possibilidade em seu país.[36]

A oposição controla a cidade de Zauia, a cinquenta quilômetros da capital da Líbia, Trípoli. Nessa última semana, confrontos entre as forças leais ao dirigente líbio Gadafi e os oponentes do governo deixaram 23 mortos e 44 feridos. Gadafi diz que a ONU não deve interferir em assuntos do governo líbio e que, por enquanto, o país não está em guerra. Gadafi diz que a população o apoia e que apenas pequenos grupos rebeldes são contra o seu governo. Gadafi também disse que combaterá os grupos rebeldes e que não sairá do poder.
- Tropas leais à Gadafi, lançaram uma contraofensiva no território controlado pelos insurgentes no leste do país, e retomaram a cidade de Ras Lanufe, que fica na metade do caminho entre Trípoli e Bengazi.[40]

28 de fevereiro

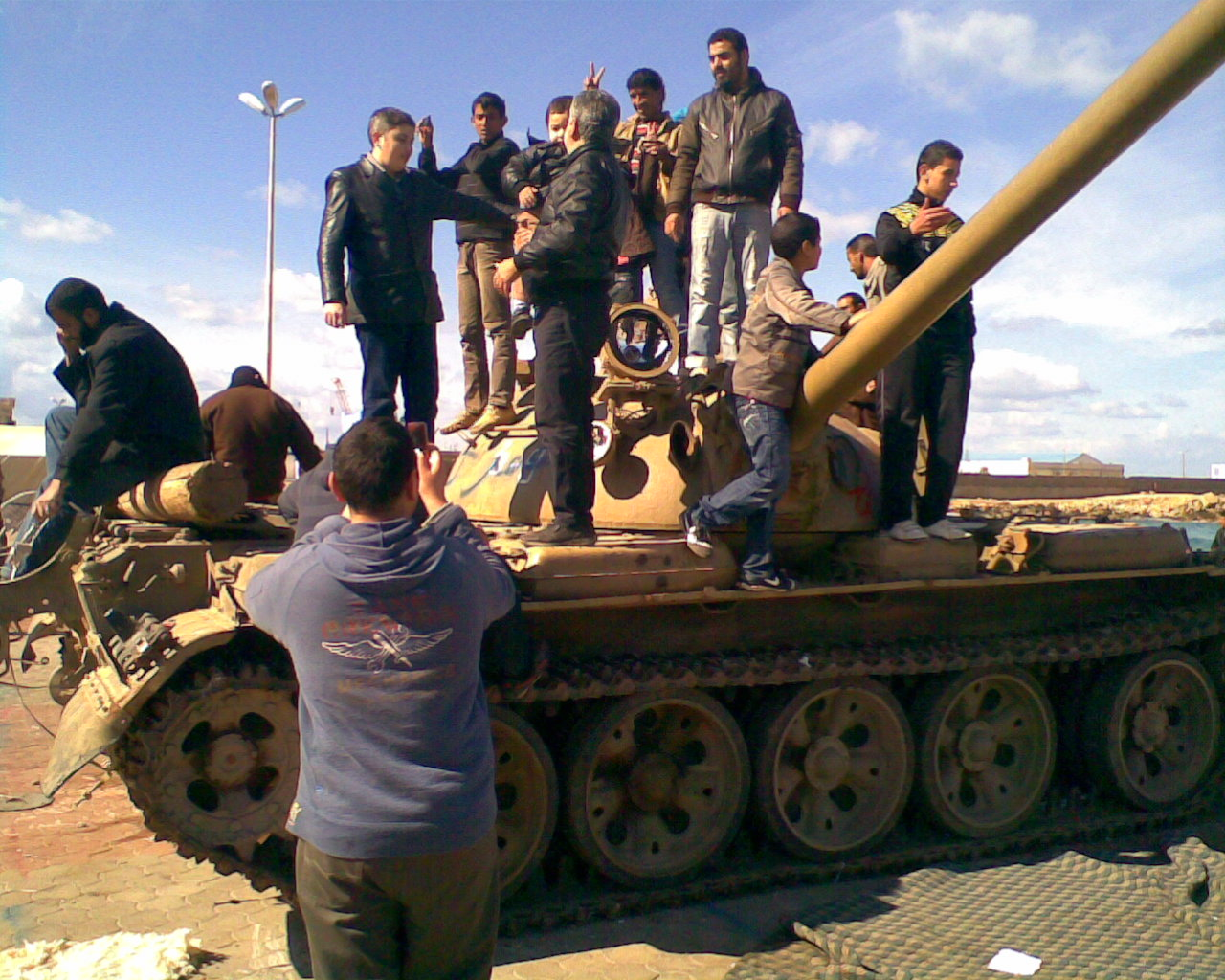
Opositores de Gadafi fazendo comício em cima de um tanque de guerra em Bengazi.

- A União Europeia aprova a proibição da venda de armas, incluindo gás lacrimogênio ou qualquer outro equipamento que possa ser usado contra os manifestantes, para a Líbia e o o congelamento dos bens de Gadafi. As decisões valem para Gadafi e mais vinte e cinco membros da sua família. As decisões tomadas são semelhantes às anunciadas pelos Estados Unidos em 26 de fevereiro de 2011.[41] Os Estados Unidos reposicionam seus aviões, navios e militares ao redor da Líbia.[42] Conforme a secretária de estado norte-americana Hillary Clinton, os navios poderão ser usados para missões humanitárias e para resgate.[43] Gadafi diz que o povo o ama e morreria para protegê-lo.[44]

## Março
1 de março
- A ONU alerta para os problemas com imigrantes ilegais na fronteira entre Líbia e Tunísia. Estima-se que mais de 70 mil pessoas já passaram pela fronteira entre os dois países buscando refúgio dos confrontos entre grupos pró-Gadafi e opositores.[45] Milhares de pessoas ficam esperando a liberação para passar em um muro de concreto que divide os dois países, outras tentam escalá-lo. Os soldados que cuidam da fronteira permitem, a cada algumas horas, a passagem de um grupo de imigrantes líbios.[46] No Egito, a situação é parecida, mais de 60 mil pessoas já cruzaram a fronteira fugindo dos protestos desde o dia 19 de fevereiro de 2011.[45] A situação nessa fronteira atingiu um nível de crise. Gadafi enviou forças de segurança para a fronteira. O temor de uso de violência contra manifestantes aumenta.[47] A ONU suspende a Líbia do conselho de direitos humanos, por unanimidade e consenso, após a repressão que ocorre no país.[48]

2 de março
- O presidente do Irã, Mahmud Ahmadinejad desencoraja a intervenção do ocidente na crise árabe.Disse que os povos árabes "cavarão cova" dos soldados ocidentais.[49] A França envia aviões e um navio para a fronteira líbia para retirar egípcios. Os aviões e navios carregarão pelo menos cinco mil refugiados em menos de uma semana.[50] O Conselho Nacional Líbio, que reúne os rebeldes anti-Gadafi pedem um ataque aéreo dos países estrangeiros aos "mercenários".O porta-voz do conselho Hafiz Ghoga diz que acredita que o Níger, Mali e Quênia estariam mandando tropas para apoiar Gadafi. Também disse que iriam para o oeste do país, caso Gadafi se recuse a renunciar.[51] Um avião militar bombardeia a cidade de Brega, onde estavam comemorando sua vitória contra tropas oficialistas. O ataque não causou nenhuma vítima, mas abriu duas crateras de cerca de vinte metros na cidade.[52] Dois navios de guerra americanos chegam no Mar Mediterrâneo, rumo á Líbia.Conforme os americanos, esses navios são apenas para serviços humanitários, ajudando pessoas em situação de risco ou então entregando ajuda ao país.[53]
- A Batalha de Brega é vencida pelos revoltosos[54], oficialistas afirmam ter retomado as cidades de Gariam e Sábrata[55].
- Gadafi faz um discurso de quase três horas para partidários na comemoração do 34.º aniversário do advento do "poder das massas" na Líbia[56].
- Hillary Clinton, Secretária de Estado dos EUA afirma temer que a Líbia se transforme 'numa grande Somália', e lembra que muitos dos ativistas da Alcaida no Iraque e no Afeganistão vieram da área que agora está libertada[57].

3 de março
- Aviões oficialistas voltam a bombardear cidade de Brega. As instalações foram bombardeadas, o que provocou quatro mortes.[58] O Tribunal Penal Internacional vai investigar Gadafi e vários altos dirigentes na Líbia, por causa de crimes contra a humanidade.A OTAN informou não ter a intenção de intervir na Líbia.[59]Hugo Chávez propôs uma tentativa de negociação para a paz na Líbia,[60] mas os rebeldes (opositores de Gadafi) recusam mediação, alegando ser tarde demais para negociações.[61] O governo da Líbia diz que o embargo imposto pela ONU foi baseado em fatos incorretos e notícias tendenciosas vinculados por diferentes meios de comunicação.[62]Barack Obama declarou que Gadafi deve renunciar e que seu regime perdeu legitimidade.[63]

4 de março
- Filho da Gadafi, Ceife Islam, disse que ao canal britânico Sky News que o bombardeio contra o porto de Brega pretendia assustar rebeldes.Também disse que o governo fará de tudo para que o porto não passe nas mãos dos rebeldes.[64] O Alto Comissariado das Nações Unidas para os Refugiados da ONU disse que a Fronteira entre a Líbia e a Tunísia está sendo controlada por forças leais a Gadafi. Também disseram que 12 500 pessoas estão bloqueadas na fronteira com a Tunísia depois de uma fuga e aguardam uma operação de retirada.[65]Fidel Castro elogiou a proposta de Hugo Chávez de mediar a crise na Líbia, sem intervenção da OTAN.[66] Forças aliadas de Gadafi usaram gás lacrimogênio contra os manifestantes em Trípoli.Não há relatos de feridos.[67] A cidade de Zauia foi retomada por governistas, após vários dias em poder dos rebeldes.[68] A Interpol lançou um alerta internacional contra Gadafi e mais 15 líbios, incluindo membros de sua família e assessores íntimos, por causa de envolvimentos em ataques contra a população líbia.[69].Os confrontos entre as forças de Gadafi e os rebeldes, na cidade de Zauia, matou 30 civis e o chefe rebelde.[70] A Líbia já está sem internet há mais de 24 horas.Empresas afirmam que a internet cessou abruptamente no país.[71]
- A ofensiva rebelde avança em direção à Sirte, são tomados o lugarejo de al-Uqaylah[72] e Ras Lanufe, onde está localizada uma grande refinaria de petróleo e um porto, na tomada de Ras Lanuf ocorreram intensos combates[73].

5 de março
- Forças da Gadafi lutam pela cidade de Zauia. Segundo agências, a cidade está cercada pelas forças oficialistas.[74] A ALBA apoiou a proposta do Hugo Chávez de mediar a crise na Líbia, com a finalidade de evitar a agressão militar da OTAN.[75][76] Um relatório das Nações Unidas diz que mais de 190 mil pessoas fugiram da Líbia, por causa da violência.[77] Os jornalistas estrangeiros estão impedidos de deixar o hotel.A internet está bloqueada e há ameaças de prisão.[78]
- Rebeldes tomam Ben Jauade durante a ofensiva em direção à Sirte[79].
- Rebeldes criam comitê de crise liderado por Mahmoud Jebril, um intelectual líbio que esteve envolvido com um projeto chamado "Visão Líbia" antes trás da revolta para estabelecer um estado democrático e também é integrado por: Omar Hariri, um dos oficiais que fez parte do golpe de Gadafi em 1969 e que foi preso mais tarde; Ali Essawi, antigo embaixador na Índia; Ahmed Zoubeir, um dissidente do regime de Gadafi, que passou quase 30 anos na prisão; Fathi Terbil, professor de ciência política; Selwa Adrilli e Fathi Baja[80][81].

6 de março
- Gadafi disse que milhares de líbios invadirão a Europa, sem ninguém para detê-los.[82] Gadafi também disse que retomou algumas cidades na Líbia, que estavam em poder dos rebeldes, mas os rebeldes negam. Os tanques das forças leais a Gadafi abriram fogo na cidade de Misurata, a 150 quilômetros a leste de Trípoli.[83]
- A TV líbia anuncia supostas vitórias das tropas oficialistas em direção à Bengasi, Tobruque, Misurata e Ras Lanufe, que teriam sido recuperadas das mãos de "grupos terroristas". Em Trípoli manifestantes saem às ruas para comemorar, a TV líbia também exibiu imagens de "manifestações de alegria" em Sirte e em Saba. No entanto tais eventos foram negadas pelos rebeldes[84], sendo confirmada vitória oficialista apenas em Ben Jauade [85].
- O Conselho Nacional transitório, órgão criado pelos rebeldes com o objetivo de fazer a transição política na Líbia, abriu uma conta no Twitter para se comunicar com os meios de comunicação nacionais e estrangeiros de forma direta[86].

7 de março
- Gadafi propôs um encontro entre os rebeldes e o Parlamento para discutir um acordo para viabilizar sua renúncia, mas a proposta foi rejeitada pelos rebeldes[87].

8 de março
- Cresce apoio a criação de zona de exclusão aérea sobre a Líbia[88].

9 de março
- Gadafi envia emissários ao Cairo, Lisboa e Bruxelas[89] e em entrevista à TV turca acusou o ocidente de querer roubar o petróleo da Líbia[90].

10 de março
- Forças de Gaddafi ganham terreno e recuperam Zauia e Ras Lanufe[91].
- A França reconhece o Conselho Nacional de Transição, que reúne a oposição ao regime de Gadafi, como único "representante legítimo do povo líbio"[92].
- Fidel reitera apoio a proposta de Chávez por missão de paz[93].

11 de março
- Venezuela critica intervencionismo e arrogância contra Líbia[94].
- Berlusconi admite possível erro de cálculo com Gadafi[95].
- União Africana nomeia grupo para ajudar a resolver crise líbia[96].

12 de março
- Liga Árabe decide apoiar imposição de zona de exclusão aérea na Líbia, votaram contra essa decisão apenas Argélia e Síria, também foi decidido estabelecer um contato formal com o Conselho Nacional da Líbia, formado pelos opositores do líder Muamar Gadafi[97]. Por sua vez o Conselho rebelde acusou Síria e Argélia de apoiarem Gaddafi[98].
- As forças leais à Muamar Gadafi continuam a avançar na direção leste da Líbia, empurrando a linha de frente para 20 quilômetros a leste de Ras Lanufe, se aproximando de Al-Gayla[99].
- Em Guiné-Bissau ocorreu uma pequena manifestação de solidariedade ao líder líbio Muamar Gadafi[100].

13 de março
- Forças leais à Muamar Gadafi tomam a cidade de Brega, onde está localizado um importante porto e complexo petrolífero[101].

14 de março
- Forças leais à Muamar Gadafi tomam a cidade de Zuara, cidade do oeste da Líbia a 100 quilômetros da capital, Trípoli[102].
- O primeiro-ministro turco, Tayyip Recep Erdogan, que se opõe a uma intervenção da OTAN aconselhou Muamar Gadafi a nomear um presidente que goze de apoio popular, para tentar resolver a crise em que o país está mergulhado[103].

16 de março
- Ceife Islam, um dos filhos do governante líbio, declarou que Nicolas Sarkozy teria recebido dinheiro do regime líbio para sua campanha presidencial[104].
- Rebeldes líbios capturam petroleiro de 25 mil toneladas[105].

17 de março
- Confronto entre tropas rebeldes e pró-Gaddafi na cidade de Agedábia deixa mais de trinta civis mortos. A cidade já foi cercada pelas tropas oficialistas, rebeldes tentam conter o domínio.[106] Gaddafi anunciou que as suas tropas seriam enviadas a Bengazi para conter a revolta. Em anúncio por rádio, Gaddafi avisou que os traidores seriam expulsos e que os civis que não estão envolvidos com a revolução não deveriam temer.[107] O vice-chanceler do país afirmou no dia seguinte que as tropas não invadiriam a cidade.[108]

A ONU diz que tomou todas as medidas necessárias para proteger os cidadãos líbios das tropas de Gaddafi.
- A Resolução 1973 do Conselho de Segurança das Nações Unidas foi aprovada por 10 votos a favor, 5 abstenções e nenhum voto contra, uma zona de exclusão aérea no norte da Líbia[110].

18 de março
- O vice-chanceler líbio, Khaled Kaim, afirmou que as tropas do governo Gadafi não entrarão na cidade de Bengazi e que o seu posicionamento respeita o cessar-fogo imposto pela Organização das Nações Unidas. O vice-chanceler também disse que não há intenção de atacar os rebeldes[108]. Khaled chamou o secretário-geral da ONU a enviar uma missão de verificação, que, também verificaria os crimes perpetrados pela oposição, também teriam sido convidados observadores de Malta, Turquia, Alemanha e China[111].

19 de março
- Na madrugada[112], forças leais a Muamar Gaddafi lançaram uma grande ofensiva contra Bengazi e alguns obuses caíram no centro, sobretudo na Avenida Gamal Abdel Nasser, os violentos confrontos ocorreram em Foweihat, a 5 quilômetros do centro.[113] Durante os combates um avião rebelde foi derrubado[114]. Em decorrência dos bombardeios, centenas de pessoas fugiram da cidade.[115]
- O confronto foi vencido pelos rebeldes, que afirmaram ter matado pelo menos 19 membros das forças oficialistas, capturado um número não determinado de inimigos, conseguido deter o avanço inimigo nos arredores da cidade, apreendido uma grande quantidade de material militar (pelo menos sete tanques e sete lança-mísseis), além de ter destruídos outros veículos militares[116].
- Por sua vez, o governo líbio afirmou que fora vítima de um ataque a oeste de Benghazi[117].
- Após realizarem missões de reconhecimento[118], aviões franceses (Rafale e Mirage 2000) dispararam contra um veículo líbio que pertencia claramente às forças leais a Gaddafi, às 16h25min no GMT (13h25min em Brasília, GMT -3:00), após esse primeiro ataque, aviões franceses realizaram outros três bombardeios, destruindo vários tanques do Exército líbio na região de Bengazi[119]
- Civis partidários de Gaddafi formaram escudo humano em torno de casa de Gaddafi em Trípoli.[120]
- EUA, Reino Unido, Canadá e Itália também realizaram ataques[121][122], mais de 110 mísseis Tomahawk foram disparados[123] nas primeiras horas da ofensiva que foi denominada como Odisseia do Amanhecer[124][125]. Gadafi desrespeitou o cessar-fogo imposto pela ONU. Alain Juppé disse que as decisões contra Gadafi vão até que o regime líbio cumpra as decisões do Conselho de Segurança.
- A Líbia denunciou que civis foram atingidos nos ataques da Odisseia do Amanhecer[126], em represália, Gaddafi ameaçou atacar objetivos civis e militares no Mar Mediterrâneo e afirmou que vai abrir os depósitos de armas para permitir ao povo defender a Líbia[127], por outro lado, a Líbia solicitou uma reunião urgente do Conselho de Segurança das Nações Unidas[128]. A AFP divulgou trecho carta de Gadafi dirigida à Barack Obama, na qual Gadafi afirma que mesmo se houver uma guerra entre a Líbia e os Estados Unidos, Obama continuará a ser o seu filho e continuará a amá-lo. Gadafi trata o presidente como honrado Barack Hussein Obama.[129]
- Gadafi diz que irá responder militarmente o ataque dos países ocidentais à Líbia. Pretende armar os civis para que defendam a nação. O dirigente reconhece a situação de calamidade por que passa o seu país e afirma que ele se tornou um campo de guerra. Informações da televisão estatal do país, portanto não confirmadas por um órgão neutro, dizem que Njela, um avião francês que participa da coalizão ocidental contra  a Líbia, havia sido abatido por baterias antiaéreas militares.[130]

20 de março

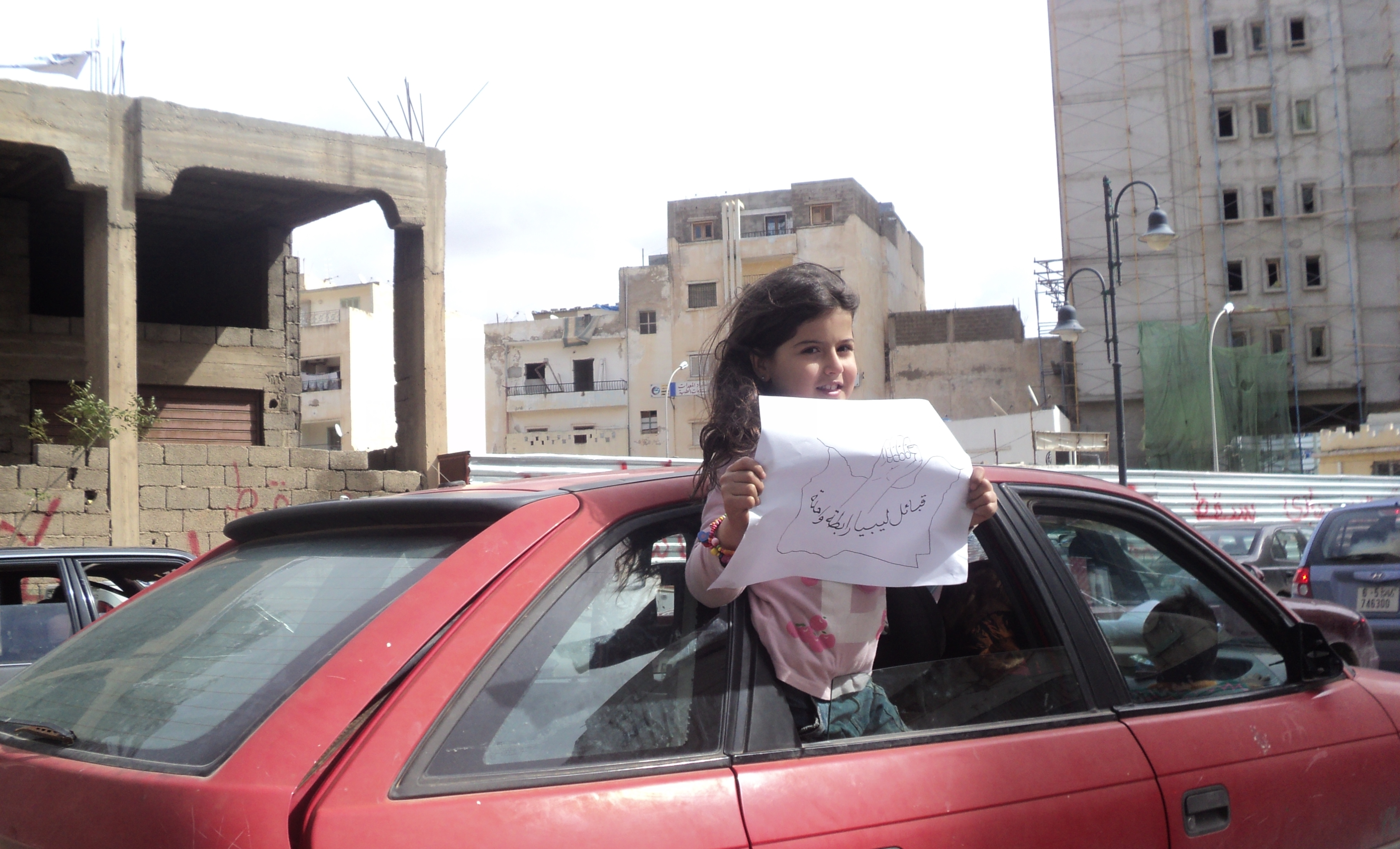
Menina segura cartaz em Benzazi em que se lê "as tribos da Líbia são um grupo"

- Gadafi diz que ele e seu povo estão armados e prontos para lutar pela Líbia. O dirigente prevê que a guerra em seu país será longa e diz que não permitirá que o Ocidente roube o petróleo líbio.[131]
- Missão União Africana foi impedida de se descolar ao país[132].
- As autoridades líbias afirmam que morreram pelo menos 64 civis neste primeiro dia de bombardeios, aos quais que se somam mais de 100 feridos[133].
- Porta-voz do conselho rebelde afirma mais de 8 mil rebeldes foram mortos nos confrontos do último mês][134].
- Ban Ki-moon apela à Líbia que cumpra promessa de cessar-fogo[135], anunciado para valer a partir das 19:00 GMT[136].
- União Africana, Liga Árabe, Rússia, China, Venezuela, Cuba e Bolívia pedem para que cessem os bombardeios[137][138][139].
- EUA negam que objectivo da operação seja derrubar Gaddafi[140].
- Os aviões franceses que sobrevoaram a Líbia não bombardearam as forças de Muamar Gadafi, pois não detectaram ameaça a civis[141].

21 de março
- Simpatizantes do dirigente líbio Muamar Gadafi manifestaram seu repúdio contra o Secretário-geral das Nações Unidas, Ban Ki-moon, quando esse se dirigia para a sede da Liga Árabe, na Praça Tahrir, no centro do Cairo[142].
- Índia, Brasil, Turquia e África do Sul pedem fim dos ataques aéreos contra a Líbia[143][144][145][146].
- Putin compara intervenção na Líbia às cruzadas medievais[147].
- Oficialistas recuam para Agedábia[148].
- Gadafi pede que líbios façam marcha pacífica em direção a Bengazi[149][150].

22 de março
- Caça F-15 dos Estados Unidos cai na Líbia.[151]
- Muamar Gadafi fez pela noite uma aparição em público em sua residência de Bab el-Aziziya, em Trípoli, na qual fez um breve discurso para simpatizantes, transmitido pela TV, no qual prometeu vitória[152].

23 de março
- Muçulmanos da Tanzânia condenam ataques aéreos à Líbia.[153]

25 de março
- Representantes do governo líbio manifestam-se favoráveis ao plano de paz proposto pela União Africana [154][155], que prevê um período de transição na Líbia, que leve a eleições democráticas.[156]

26 de março
- Rebeldes retomam as cidade de Agedábia e Brega[157]
- França derruba cinco aviões de combate Galeb e dois helicópteros de combate MI-35 das forças leais ao líder líbio Muamar Gadafi[158].
- A coligação internacional efetuou ataques aéreos intensivos contra as forças oficialistas nos 400 km de estrada que ligam Agedábia a Sirte[159].

27 de março
- Rebeldes retomaram quase sem resistência Ras Lanufe e Ben Jauade, localidades que se encontravam praticamente desertas, a partir de Ben Jawad desviaram sua marcha para o sudoeste em direção a localidade de Nofalia[160][161].
- O Papa Bento XVI pediu diálogo e cessar-fogo na Líbia[162].
- Em Belgrado ocorreu uma pequena manifestação de apoio a Gadafi[163].

28 de março
- Coalizão internacional atinge uma das principais unidades do exército pró-Gaddafi.[164]
- Turquia se oferece para mediar cessar-fogo na Líbia[165].
- Em decorrência dos conflitos, a partida de futebol, entre a seleção da Líbia e das Ilhas Comores, válida pelo Grupo C das Eliminatórias para o Campeonato Africano das Nações de 2012, antes prevista para ser disputada em Trípoli foi jogada em Bamaco, capital do Mali, onde a seleção líbia recebeu apoio dos cerca de 35 mil espectadores que ostentavam fotografias de Muamar Gadafi[166].

29 de março
- Oficialistas retomam Ben Jauade[167].
- Jacob Zuma é criticado por apoiar resolução da ONU sobre Líbia[168]

30 de março
- Oficialistas retomam Ras Lanufe e Brega[169].

31 de março
- Rebeldes retomam Brega[170].
- Gaddafi indica o nicaraguense Miguel D'Escoto, ex padre, para representar a Líbia na ONU[171].
- O Vaticano denunciou que bombardeios das forças ocidentais mataram pelo menos 40 civis em Trípoli[172].
- O Organização do Tratado do Atlântico Norte, assumiu oficialmente a operação das forças estrangeiras no país, que mudou de nome, de "Aurora da Odisseia" para "Protetor Unificado"[172].

## Abril
1 de abril
- Intensos combates em Brega.[173]
- Rebeldes propõem um cessar-fogo que foi rejeitado por Gaddafi.[173]
- República Dominicana, Nicarágua, São Vicente e Granadinas, Cuba, Antiga e Barbuda, Venezuela, Equador, Bolívia, Camboja, Indonésia, Mali, Guiné Equatorial e Vietnã se manifestaram em favor de ações para estabelecer um cessar-fogo na Líbia e avançar para uma solução do conflito, por meio de nota que recebeu o respaldo dos representantes do Brasil, Índia e África do Sul, membros não permanentes do Conselho de Segurança das Nações Unidas.[174]

2 de abril
- Rebeldes anunciam que tomaram a cidade de Brega.[175]
- Ataque aéreo da OTAN mata dez rebeldes.[176][177]

3 de abril

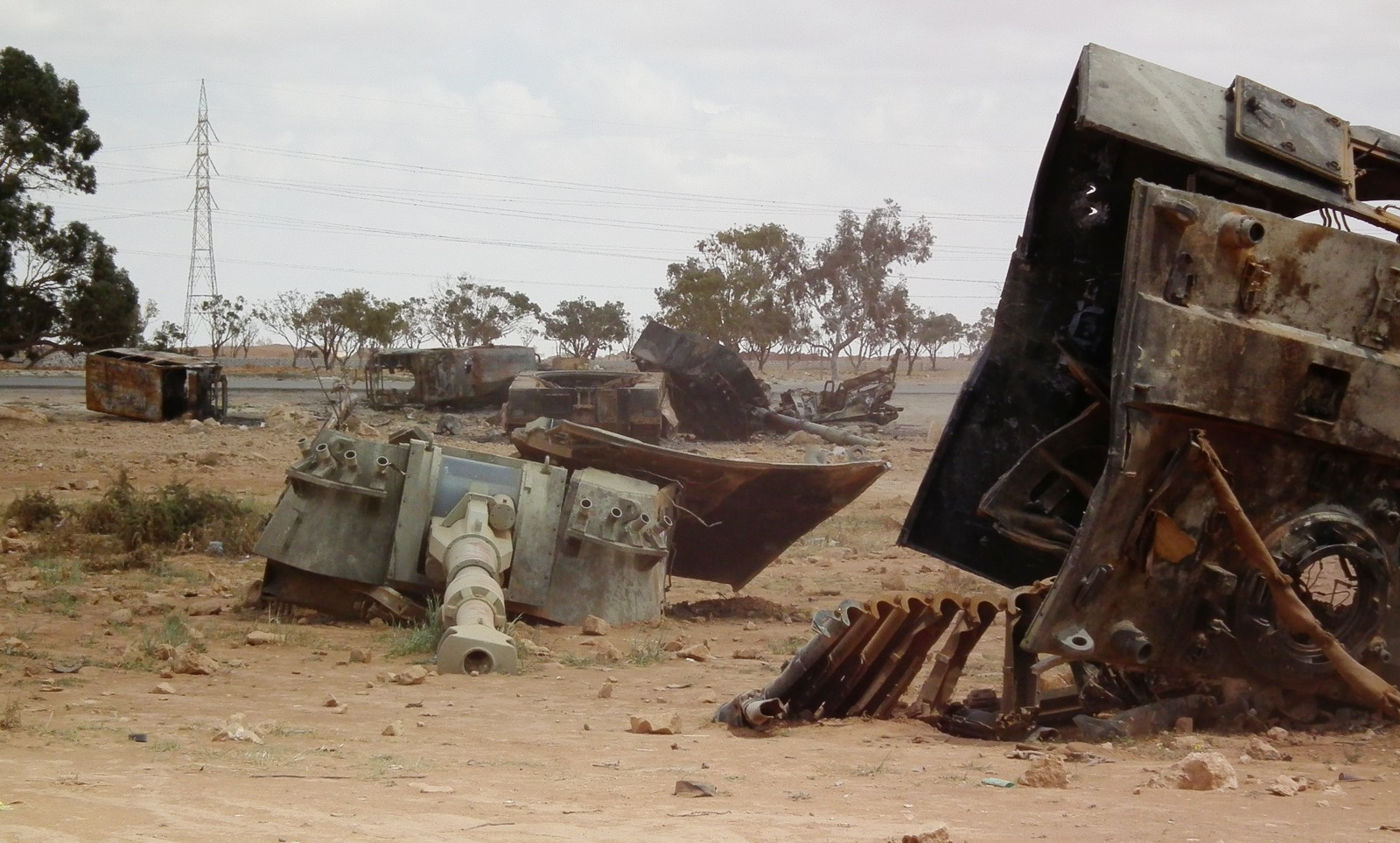
Destruição causada por ataques de aviões franceses

- Vigário apostólico de Trípoli pede fim dos bombardeamentos.[178]
- Navio com trezentos feridos nos combates em Misurata se dirige à Bengazi.[179][180]
- Oficialistas forçam recuo rebelde em Brega.[181]
- Ofensiva oficialista causa 32 mortes em Kotla.[182]
- Aviões franceses destroem blindados do Exército líbio em Ras Lanufe.[183]
- Emissário de Gaddafi se reúne com primeiro-ministro grego.[184]

4 de abril
- Em divulgação pela rede Al Jazira, Abdel Ati al-Obeidi, vice-ministro das Relações Exteriores da Líbia, afirmou que o governo Gaddafi deseja negociar um cessar-fogo com os rebeldes para acabar com os confrontos no país.[185]
- Turquia recebe emissário de Gaddafi e se manifesta a favor do cessar-fogo.[186]
- Governo líbio diz está disposto a promover eleições e uma reforma em seu sistema político.[187]
- Rebeldes avançam na disputa por Brega.[188]

5 de abril
- Procurador do Tribunal Penal Internacional acusa regime líbio de ter planejado a morte de civis.[189]
- Petroleiro aporta em Tobruque para fazer o primeiro carregamento de petróleo na região controlada pelos rebeldes.[190]
- Oficialistas retomam controle de Brega.[191]
- Abdelati Obeidi é nomeado como novo chanceler da Líbia após a saída de Moussa Koussa, que fugiu do país para se refugiar em Londres, no Reino Unido. Antes da nomeação Obeidi era ministro de Estado para Assuntos Europeus.[192]

6 de abril
- Ataques aéreos à Líbia são complicados pela presença de civis, diz Alain Juppe, ministro das Relações Exteriores da França. A Otan deve promover os ataques com cautela para evitar a morte de civis líbios.[193]
- Gaddafi envia carta à Obama, na qual pede fim dos ataques à Líbia.[194]
- Angelina Jolie visita refugiados na fronteira da Tunísia com a Líbia.[195]
- Oficialistas atacam campos petrolíferos sob controle dos insurgentes.[196]
- Governo da Líbia acusa aviões britânicos pelo bombardeio de campo de petróleo sob seu controle.[197]
- Grupo sérvio de apoio a Gaddafi reuniu mais de 60 mil apoiantes no Facebook.[198]

7 de abril
- Rebeldes são atingidos por fogo amigo da Otan.[199]
- Turquia propõe plano de paz para a Líbia.[200]
- General dos Estados Unidos vê risco de impasse no conflito.[201]

8 de abril
- Rebeldes líbios pintaram o teto de veículos com tinta rosa brilhante para evitar novos incidentes de fogo amigo[202].

9 de abril
- Otan destrói 17 tanques das forças oficialistas[203] e força um caça Mig-23 rebelde a aterrissar[204].

10 de abril
- Otan destrói 25 tanques das forças oficialistas[205].
- Gadafi aceita plano de paz da União Africana[206].
- Governo da Líbia anuncia projeto de nova Constituição para o país[207].
- Coreia do Norte pede a seus cidadãos que permaneçam na Líbia[208].

11 de abril
- Rebeldes rejeitam plano de paz da União Africana[209].
- O ex-chefe da diplomacia líbia, Mussa Kussa, advertiu nesta segunda-feira que a Líbia pode se converter em "uma nova Somália"[210].

14 de abril
- Brics apoiam plano de paz da União Africana [211][212].
- Ban Ki-moon, Secretário-geral das Nações Unidas, pediu uma solução política e um cessar-fogo imediato na Líbia, durante uma reunião internacional no Cairo, da qual participaram representantes da União Africana, da Liga Árabe, da Organização da Conferência Islâmica e da União Europeia[213][214].
- EUA rejeitam pedido para retomar bombardeios na Líbia [215].
- Espanha não quer aumentar participação militar na Líbia [216].

15 de abril
- Aisha Gaddafi discursa em Trípoli [217][218].
- Canadá anuncia que não enviará mais aviões para Líbia até as eleições[219].

17 de abril
- Donald Trump defende que os Estados Unidos se apropriem do petróleo líbio.[220]

20 de abril
- Oficialistas propõem realização de eleições no prazo de seis meses após possível cessar fogo[221].

21 de abril
- Rebeldes tomam posto de controle na fronteira com a Tunísia[222].

22 de abril
- Rebeldes tomam edifícios utilizados por franco-atiradores oficialistas em Misurata[223].
- Oficialistas anunciam retirada de Misurata[224].

24 de abril
- O Papa Bento XVI defende solução da crise por meio diálogo[225].

25 de abril
- A União Africana insiste em necessidade de um cessar fogo na Líbia [226].
- A Argélia acredita em solução para a Líbia sem renúncia de Gaddafi[227].
- A Otan corta cabo submarino de fibra ótica que conectava Sirte aos portos petroleiros de Ras Lanufe e Brega[228].

26 de abril
- Putin diz que Otan não tem o direito de tentar matar Gaddafi[229][230].

28 de abril
- Oficialistas tomam Jaufe[231].

29 de abril
- A Otan afirma que desde 31 de março, destruiu, pelo menos, 220 tanques e veículos armados, setenta lança-mísseis e duzentos depósitos de munição.[232]
- Combates atingem território da Tunísia.[233]

30 de abril
- Gaddafi, em pronunciamento pela televisão estatal, propõe negociar o cessar-fogo sem nenhuma pré-condição como sua rendição ou seu exílio, mas proposta é rejeitada por rebeldes e pela Otan.[234][235]
- Na Itália, aliados de Berlusconi questionam decisão de participar de ataques contra a Líbia.[236][237]
- Combates foram registrados em Jalu.[238]
- Gaddafi diz que qualquer barco ou navio que tentar aportar no porto de Misurata será atacado.[239]
- Ataque da Otan atinge escola que atendia crianças com síndrome de Down[240].
- Ataque da Otan à casa do filho de Gadafi, Ceife Islam, causa a morte do rapaz e de três netos do líder líbio.[241] Gaddafi, que possivelmente estaria no local, saiu ileso.[242][243][244] Em Bengazi, rebeldes festejaram a morte de familiares de Gaddafi.[244]

## Maio
5 de maio
- Governo líbio diz que pedido para Gaddafi deixar o poder é imoral.[245]

6 de maio
- Líbia diz que desviar seus investimentos em outros países para ajudar os rebeldes é um ato de pirataria.[246]
- Rebeldes retomam controle de Jaufe.[247]
- Governo líbio promove conferência nacional de tribos, que pedem fim da insurreição armada.[248][249]

9 de maio
- Rebeldes rompem linha oficialista à oeste de Misurata.[250]

11 de maio
- Rebeldes tomam aeroporto de Misurata.[251]

15 de maio
- Baghdadi Mahmudi, primeiro-ministro da Líbia, oferece trégua para que a OTAN anunciar imediatamente o cessar-fogo.[252]

16 de maio
- OTAN rejeita oferta de trégua por parte da Líbia e bombardeia centro petrolífero de Ras Lanufe, provocando um vazamento de combustível nesse território.[253]
- Sergei Lavrov, chanceler russo, disse que a Rússia receberá representantes do ditador Gaddafi e dos rebeldes para tentar chegar a um acordo de paz entre ambos os lados. Lavrov disse que o governo russo quer por fim ao "banho de sangue" por um meio "canal político". O chanceler disse também que condena os ataques partidos da OTAN, ele lembra que, no conselho de segurança da ONU, a única decisão foi a de estabelecer uma zona de exclusão aérea e que ataques não estavam previstos.[254][255]
- Explosões foram sentidas por jornalistas em Trípoli. O alvo dos bombardeios seria, possivelmente, a residência de Gaddafi.[256]
- Procurador do Tribunal Penal Internacional, TPI, pede a prisão de Gaddafi por crimes contra a humanidade.[257]
- O ministro italiano de Relações Exteriores, Franco Frattini, disse que o mandado de prisão deve ser cumprido em até um mês.[257]

17 de maio
- A Líbia considerou "incoerente" o mandado de prisão a Gaddafi, dizendo que ele teria sido baseado em "informações da mídia" que não correspondem à realidade do país.[258]
- Ministro do Petróleo, Shokri Ghanem, foge do país e se abriga na Tunísia. A rede Al-Jazira disse que um guarda fronteiriço confirmou a deserção. O Conselho Nacional de Transição líbio também acredita que o ministro tenha saído do país. Essa notícia não foi confirmada pelo governo líbio.[259][260]

26 de maio
- Reunião de Cúpula da União Africana reitera apelo por uma resolução pacífica da crise na Líbia[261][262]
- Rebeldes anunciam que planejam realizar eleições dois anos após a queda de Gadafi [263][264].

29 de maio
- Advogados franceses, como o ex-ministro Ronald Dumas, Jacques Verges e Philippe Missamou, anunciaram que entrarão com ações contra Nicolas Sarkozy e contra a Otan, por crimes contra a humanidade na Líbia, em uma das ações serão representadas 13 famílias que perderam parentes em ataques aéreos[265][266][267].

30 de maio
- Jacob Zuma, presidente da África do Sul, visita Trípoli e afirma que os bombardeios da Otan estão minando os esforços de mediação de paz da União Africana[268]

## Junho
2 de junho
- Rebeldes anunciam que reconhecerão Estado de Israel[269].

6 de junho
- Rebeldes tomam Jefrém[270].

7 de junho
- Otan bombardeia Trípoli e mata 32[271].
- O deputado estadunidense Dennis Kucinich propõe plano de paz para a Líbia.[272]

8 de junho
- Oficialistas lançam grande ofensiva contra Misurata, registram-se 14 mortos e 26 feridos nas fileiras rebeldes[273][274].
- Aisha Gaddafi ingressa com ação judicial em Paris e Bruxelas relativa a morte de seu filho, seu irmão e sobrinhos em um bombardeio da Otan[275].
- Publicada pesquisa que indica que 6 em cada 10 norte-americanos se opõe a participação dos EUA no conflito[276].

10 de junho
- A Turquia oferece ajuda para que Gaddafi deixe a presidência da Líbia. O primeiro-ministro turco Recep Tayyip Erdogan disse que o ditador "não tem outra opção" e sugere que aceite a oferta do país.[277][278][279]
- Forças leais a Gaddafi atacam a cidade de Misurata e, por informações da Reuters, deixam dez mortos. Outras fontes citam mais de trinta mortos.[280][281]
- Rebeldes denunciaram ataques de Gadafi a Zlitene disseram que a OTAN não faz o suficiente para detê-las.[281]
- Rebeldes iniciam levante armado em Zlitene[282].
- Registrados combates em Gadamis[283].

11 de junho
- Registrados combates em Zauia[284].

12 de junho
- Registrados combates em Saba[285].
- Rebeldes retomam ataques à Brega[286].

14 de junho
- Jacob Zuma, presidente da África do Sul, acusa Otan de abusar de resoluções da ONU[287].

16 de junho
- Filho de Khadafi reitera proposta de realização de eleições na Líbia[288][289].

22 de junho
- Itália e Liga Árabe manifestam-se favoráveis a um cessar-fogo imediato na Líbia[290][291].

24 de junho
- Deputados norte-americanos rejeitam resolução autorizando ação militar na Líbia[292].
- Troca de prisioneiros indica início de conversações[293].

## Julho
1 de julho
- A 17.ª cimeira da União Africana, reunida em Malabo, capital da Guiné Equatorial, aprovou um novo plano de paz para a Líbia.[294]
- Exército do Sudão toma a cidade de Jaufe.[295]
- Realizada em Trípoli grande manifestação pro-regime[296][297].

6 de julho
- Rebeldes capturam Algaualix[298].

14 de julho
- Human Rights Watch acusa rebeldes de realizarem incêndios criminosos, saques e espancamento de civis nas áreas recentemente capturadas[299][300]. Mahmoud Jibril, presidente do conselho executivo do Conselho Nacional de Transição, disse que as reclamações representavam apenas uns poucos incidentes, que seriam objeto de investigação e que os responsáveis seriam levados à justiça. O coronel El-Moktar Firnana, que era o comandante militar rebelde nas Montanhas Nafusa, admitiu que alguns abusos tinham ocorrido, mas disse que tais ataques violaram as ordens emitidas para não atacar civis ou provocar danos contra civis, e, também afirmou que algumas pessoas haviam sido punidas, sem dar maiores detalhes[301].

28 de julho
- Rebeldes tomam Ghezaia, Takut e Um al Far[302].

29 de julho
- Abdel Fatah Younis, chefe militar rebelde assassinado é enterrado em Bengazi[303][304][305][306].

31 de julho
- Rebeldes derrotam mílícia oficialista em Bengazi, que dias antes havia libertado 300 oficialistas da prisão[307].

## Agosto
1 de agosto
- Oficialistas retomam Al Jawsh[308].

4 de agosto
- Rebeldes tomam Al-Qusbat[309].

6 de agosto
- Rebeldes lançam ofensiva e tomam Bir Ganam[310].

11 de agosto
- Tunísia manda exército reprimir contrabando de combustível para a Líbia.[311].
- Rebeldes tomam parte de Brega[312].

12 de agosto
- Rebeldes tomam norte e centro de Tuarga[313][314].

13 de agosto
- Registrados pesados combates em Zauia, em Gariam e em Abu Camaxe[315][316][317][318][319].

14 de agosto
- Rebeldes anunciam a tomada de Sormane[320].
- Registrados combates em Sábrata[321].

17 de agosto
- Oficialistas retiram-se de Tiji e Badr [322].

18 de agosto
- Rebeldes anunciam captura de Sábrata[323].

19 de agosto
- Rebeldes anunciam controle de Zlitan[324][325].

20 de agosto
- Rebeldes fecham o cerco a Gaddafi e cercam Trípoli.[326]
- Moradores de Trípoli podem ouvir tiros e explosões partidos de diversas localidades.[326]

21 de agosto
- Rebeldes anunciam início da tomada de Trípoli.[327]
- A Internet volta a estar disponível na Líbia após cinco meses de bloqueio.[328]
- Gaddafi pede, por áudio, à população de Trípoli que lute "até a última gota de sangue" para defender a cidade.[329]

22 de agosto
- Rebeldes tomam Trípoli.[330]
- A tomada de Trípoli é festejada em vários países do mundo árabe.[330]
- Após a tomada de Trípoli, Gadafi some.[331]

23 de agosto
- Rebeldes saqueiam o quartel-general de Muamar Gadafi e seus complexos governamentais e residenciais.[332]
- Conselho Nacional de Transição diz que vai mudar seu quartel-general para Trípoli.[333]
- Muamar Gadafi ressurge prometendo "morte ou vitória".[334]
- Jacob Zuma diz que muitas vidas teriam sido salvas se o Plano de Paz da União Africana tivesse sido implementado[335].

24 de agosto
- Rebeldes dizem controlar 95% da Líbia.[336]
- Conselho Nacional de Transição ofereceu 1,6 milhão de dólares, o equivalente a 2,5 milhões de reais pela cabeça de Muamar Gadafi, vivo ou morto.[336]

25 de agosto
- Rebeldes avançam rumo a Sirte, cidade natal de Gadafi.[337]
- Rebeldes dizem ter cercado lugar onde Gaddafi está escondido.[338]
- Rebeldes assumirão cadeira da Líbia na Liga Árabe.[339]
- Gaddafi pede que a população marche por Trípoli para "purificar" a cidade e que "agentes estrangeiros" sejam expulsos do país.[340]

29 de agosto
- Mulher e três filhos de Gaddafi refugiaram-se na Argélia[341].
- Khamis Gaddafi morreu quando seu comboio foi atacado entre Bani Ualide e Taruna[342].
- União Africana denunciou execução indiscriminada de negros na Líbia[343]. Esse comentário se somou às denúncias de grupos internacionais de defesa dos direitos humanos que informaram a ocorrência de espancamentos e detenções indiscriminadas de imigrantes procedentes de países da África subsaariana. Abdel-Hafiz Ghoga, porta-voz do CNT, repudiou as acusações[344][345][346].

31 de agosto
- A Anistia Internacional afirmou temer que combatentes ligados ao regime deposto sofram maus tratos, relatando que até mesmo pessoas que estavam internadas em hospitais foram tiradas de seus leitos e presas.[347]

## Setembro
1 de setembro
- Foi aberta reunião de cúpula em Paris que reuniu líderes de diferentes países para traçar um projeto para o futuro da Líbia e estabelecer as medidas necessárias para promover a reconstrução do país.[348]
- Ban Ki-moon, Secretário-Geral da Organização das Nações Unidas, prometeu o envio de uma missão civil para coordenar a ajuda humanitária e identificar as prioridades da reconstrução do país[349].
- A Rússia reconheceu o novo regime, a medida teria como objetivos: aumentar a influência sobre influência nos projetos de reconstrução pós-guerra e proteger os interesses petrolíferos.[350][351].

2 de setembro
- Novo regime anunciou prazos para a realização de eleições: oito meses para a eleição de uma assembleia constituinte e vinte meses para a realização de eleições. O termo de início desses prazos seria a data do desbloqueio de 15 bilhões de dólares. Foi dado um ultimato para o dia 10 de setembro para a rendição de partidários do regime deposto em Sirte.[352]
- Novo regime nega a existência de um acordo secreto para a venda de 35% do petróleo líbio à França. Alain Juppé, chefe da diplomacia francesa, também afirmou desconhecer o acordo, mas defendeu que os países que se colocaram primeiro ao lado da oposição tenham preferência na celebração de novos contratos, declarando que a operação militar que custou caro, teria sido um investimento no futuro. Por sua vez, William Hague, chefe da diplomacia britânica, afirmou que seu país não ficaria para trás nos contratos envolvendo a reconstrução do país.[349]

4 de setembro
- Publicado relato jornalístico que informa sobre perseguição de forças do novo regime contra os tuaregues[353]

6 de setembro
- Relatos jornalísticos atestaram a existência de saudosistas do regime deposto em Trípoli.[354]
- Mansour Daou, primo de de Muamar Gadafi e ex-comandante da Guarda Revolucionária da Líbia, chegou a Niamey, capital do Niger, escoltado por um comboio militar, junto com outras pessoas que apoiavam o regime deposto e Agaly ag Alambo, um líder rebelde tuaregue natural do Níger. Antes da chegada desse comboio, muitos tuaregues já haviam fugido da Líbia em direção ao Níger [355][356].

8 de setembro
- Novo regime estimou em 30.000 pessoas o número de mortos, em 50.000 o número de feridos e em 4.000 o número de desaparecidos.[357]
- Relato jornalístico constatou insatisfação com o novo regime em Ajailate.[358]
- Um outro comboio de apoiadores do regime deposto na Líbia chega à Agadez no Níger, dentre os fugitivos, destacava-se  Ali Kana, um tuaregue que comandava tropas do sul da Líbia[359].

12 de setembro
- A China foi o último membro permanente do Conselho de Segurança da Organização das Nações Unidas a reconhecer o novo regime.[360]
- Brigi Rafini, primeiro-ministro do Níger, afirmou que 32 pessoas ligadas ao regime deposto chegaram ao país desde 2 de setembro, incluindo um dos filhos do líder deposto (Saadi Gadafi).[360]
- Forças leais ao regime deposto atacaram o portão principal de uma refinaria de petróleo próxima à cidade costeira de Ras Lanufe.[360][361]

13 de setembro
- A Anistia Internacional relatou que embora a maior parte das violações aos direitos humanos tivessem sido realizadas pelas forças do regime deposto, partidários do novo regime também estariam envolvidos em torturas e assassinatos[362].

15 de setembro
- Nicolas Sarkozy, presidente da França, e, David Cameron,  primeiro-ministro britânico foram recebidos como heróis na cidade de Bengazi.[363]
- Gaddafi acusou a Otan de "terrorismo e destruições indescritíveis em Sirte", seu porta-voz Mussa Ibrahim acusou o novo regime de deixar "regiões inteiras com fome para obrigá-las a rendição", citando principalmente Sirte e Bani Ualide.[363]
- Tem início grande ofensiva contra Sirte.[364][365]

16 de setembro
- A Assembleia Geral da Organização das Nações Unidas reconhece novo regime, numa votação onde houve 114 votos favoráveis e 17 votos contrários à resolução.[366]

18 de setembro
- Publicado relato jornalístico que constata perseguição contra pessoas de cor negra por parte do novo regime.[367]

20 de setembro
- Teodoro Obiang, presidente da União Africana, anunciou que aquela entidade reconhecera o novo regime.[368]

22 de setembro
- Novo regime tomou as três principais cidades da região de Jufra: Hune, Uadane e Socna.[369]
- Argélia reconhece novo regime.[370].

23 de setembro
- Cruz Vermelha revela preocupação com as reservas de alimentos e suprimentos médicos disponíveis para as populações sitiadas em Sirte e Bani Ualide[371].
- Publicado relato jornalístico que informa sobre perseguição contra pessoas que fugiram de Tuarga[372].

30 de setembro
- Durante o mês de setembro cerca de 400 mil líbios atravessaram a fronteira em direção à Tunísia[373].

## Outubro
1 de outubro
- Human Rights Watch pediu aos líderes do novo regime que ponham fim às prisões arbitrárias e aos maus tratos aplicados aos prisioneiros de guerra. A organização visitou 20 instalações penitenciárias em Trípoli e relatou que as prisões estavam saturadas e insuficientemente abastecidas e que alguns prisioneiros receberam choques elétricos e outros exibiram cicatrizes para apoiar suas acusações de maus tratos, e nenhum deles teve acesso a um juiz[374].
- Uma equipe da Cruz Vermelha conseguiu entregar ajuda humanitária em Sirte e relatou severa escassez de suprimentos médicos em um hospital da cidade[375], tais informações foram confirmadas por pessoas que fugiram da cidade[376].

3 de outubro
- Centenas de famílias fogem da cidade de Sirte, sitiada por tropas do novo regime[377].

4 de outubro
- Publicado relato jornalístico que diz que crianças no distrito de Abu Salim, em Trípoli, se recusavam a cantar o hino do novo regime[378].

5 de outubro
- Forças leais ao novo regime saquearam e queimaram casas de civis na aldeia de Abu Hadi, localizada 12 km ao sul de Sirte[379].

6 de outubro
- Registrados violentos confrontos em Ragdaline, nos dias anteriores combatentes leais ao regime deposto fizeram incursão até a cidade vizinha de Zuara e mataram Fathi al-Idrissi, um comandante local ligado ao no regime. No início de outubro também foram registrados combates em Jumail, Assa e Ajailate, localidades próximas da fronteira com a Tunísia[380].
- Foi divulgada uma mensagem de áudio na qual o líder deposto conclamou os líbios a irem às ruas aos milhões para resistir aos líderes provisórios do país[381].

9 de outubro
- Forças do novo regime assumiram o controle do aeroporto de Bani Ualide[382] e em Sirte assumem o controle do principal hospital e do Campus Universitário [381][383][384].

14 de outubro
- Ocorreu uma manifestação favorável ao líder deposto no distrito de Abu Salim, na qual manifestantes levaram bandeiras verdes, e que resultou em uma troca de tiros entre partidários do novo regime e do líder deposto[385][386].
- Publicado relato jornalístico que estima a existência de 7.000 prisioneiros de guerra e sustenta alegações de tortura[387].

15 de outubro
- Forças do antigo regime retomam áreas em Sirte[388].

17 de outubro
- Tropas do novo regime controlam maior parte de de Bani Ualide após semanas de cerco, moradores locais não participam das comemorações[389][390].

20 de outubro
- Novo regime derrota último foco de resistência em Sirte, líder deposto é capturado e morto[391][392][393].

23 de outubro
- Revelado o testamento de Muamar Gadafi, no qual ele expressou o desejo de ser enterrado no túmulo de sua família em Sirte e pedia aos seus partidários que continuassem a resistir e a lutar contra qualquer agressão estrangeira contra a Líbia[394][395].
- Em cerimônia realizada na cidade de Bengazi, que começou com uma leitura do Alcorão, o novo regime declarou a libertação da Líbia, ocasião na qual a nova liderança do país:

1. pediu tolerância e reconciliação;
2. declarou que Sharia seria a "fonte básica" da legislação no país e que as leis que contradizem os ensinamentos do Islã seria anuladas;
3. prometeu a relaização de eleições junho de 2012[396]

25 de outubro
- Muamar Gadafi e seu filho Almotácime Bilá Gadafi foram enterrados em um local secreto no deserto[397].